# Le Jardin des âges
Pour plus de détails, voir Fiche technique et Distribution.
Le Jardin des âges est un film français réalisé par Alain Mazars, sorti en 1982.

## Synopsis
Ce film part de cette fascination de l'homme pour l'immortalité de la pierre, décrite par Roger Caillois dans son livre Pierres. Un véritable culte de la pierre existe depuis longtemps dans des pays d'Asie comme la Chine et le Japon. Se déplaçant de la montagne vers la mer, le film se déroule  comme un rêve incantatoire dont voici le thème: En Chine, dans une montagne du Tséchouan, on raconte qu'il existait autrefois une pierre qui avait des enfants. Au-delà de leur différence d'âge, et de la distance qui les sépare, ceux qui rêvent d'une même pierre sont en contact permanent. Fascinés par la même pierre, leurs pensées, leurs gestes, leurs désirs finissent par se confondre. Un jour, ils seront réunis dans un jardin, appelé “le jardin des âges”. On décrit ce jardin comme la rencontre, en un même lieu et en un même instant des quatre saisons de la vie: le printemps de la naissance, l'été de l'enfance, l'automne de l'homme devenu adulte, l'hiver du vieillard. Ce jardin est à la fois dedans et dehors, comme une grande maison contenant son propre jardin.

## Fiche technique
- Titre : Le jardin des âges (Le rêve du papillon)
- Scénario, réalisation, image, montage et son : Alain Mazars
- Production : G.R.E.C.
- Pays d'origine :  France
- Format : 16 mm -  couleurs – 1,37
- Durée : 16 minutes
- Genre : expérimental
- Date de sortie : 1982

## Distinctions
- 1982 : Prix du Public, de la Critique et de la Meilleure Bande Son au Festival de Hyères